# Polen op de Olympische Winterspelen 1968
Tijdens de Olympische Winterspelen van 1968, die in Grenoble (Frankrijk) werden gehouden, nam Polen voor de tiende keer deel.

## Deelnemers en resultaten

### Alpineskiën
| Olympiër               | Discipline       | Resultaat | Prestatie                   |
| ---------------------- | ---------------- | --------- | --------------------------- |
| Andrzej Bachleda Curuś | afdaling (m)     | 26e       | 2.05,48 (+5,63)             |
| Andrzej Bachleda Curuś | reuzenslalom (m) | 13e       | 3.35,71 (+6,43)             |
| Andrzej Bachleda Curuś | slalom (m)       | 6e        | 1.40,61 (+0,88) 49,88+50,73 |
| Ryszard Ćwikła         | afdaling (m)     | 48e       | 2.10,63 (+10,78)            |
| Ryszard Ćwikła         | reuzenslalom (m) | 37e       | 3.45,96 (+16,68)            |
| Ryszard Ćwikła         | slalom (m)       | 21e       | 1.46,80 (+7,07)             |

### Biatlon
| Olympiër                                                              | Discipline             | Resultaat | Prestatie                                                                           |
| --------------------------------------------------------------------- | ---------------------- | --------- | ----------------------------------------------------------------------------------- |
| Stanisław Szczepaniak                                                 | 20 km (m)              | 4e        | 1:18.56,8 (+5.10,9) pen.: 1 (0 / 0 / 1 / 0)                                         |
| Stanisław Łukaszczyk                                                  | 20 km (m)              | 8e        | 1:20.28,1 (+6.42,2) pen.: 4 (2 / 1 / 1 / 0)                                         |
| Józef Stopka                                                          | 20 km (m)              | 48e       | 1:34.17,7 (+20.31,8) pen.: 12                                                       |
| Józef Gąsienica Sobczak                                               | 20 km (m)              | dnf       | opgave                                                                              |
| Józef Rózak Andrzej Fiedor Stanisław Łukaszczyk Stanisław Szczepaniak | 4x7,5 km estafette (m) | 4e        | 2:20.19,6 (+7.17,2) pen.: 4 (2 / 1 / 1 / 0) (36.46,3 / 36.40,6 / 34.01,9 / 32.50,8) |

### Kunstrijden
| Olympiër                     | Discipline | Resultaat | Prestatie               |
| ---------------------------- | ---------- | --------- | ----------------------- |
| Janina Poremska Piotr Sczypa | paarrijden | 14e       | pc. 120,0; 274,1 punten |

### Langlaufen
| Olympiër                                          | Discipline           | Resultaat | Prestatie                                       |
| ------------------------------------------------- | -------------------- | --------- | ----------------------------------------------- |
| Józef Rysula                                      | 15 km (m)            | 21e       | 50.38,5 (+2.44,3)                               |
| Józef Rysula                                      | 50 km (m)            | 21e       | 2:35.30,9 (+6.45,1)                             |
|                                                   |                      |           |                                                 |
| Stefania Biegun                                   | 5 km (v)             | 9e        | 17.03,4 (+18,2)                                 |
| Stefania Biegun                                   | 10 km (v)            | 19e       | 39.55,4 (+3.08,9)                               |
| Weronika Budny                                    | 5 km (v)             | 19e       | 17.38,2 (+53,0)                                 |
| Weronika Budny                                    | 10 km (v)            | 21e       | 40.09,4 (+3.22,9)                               |
| Józefa Czerniawska                                | 5 km (v)             | 23e       | 17.56,5 (+1.11,3)                               |
| Józefa Czerniawska                                | 10 km (v)            | 25e       | 40.59,9 (+4.13,4)                               |
| Anna Duraj                                        | 5 km (v)             | 26e       | 18.02,7 (+1.17,5)                               |
| Anna Duraj                                        | 10 km (v)            | 30e       | 43.23,8 (+6.37,3)                               |
| Weronika Budny Józefa Czerniawska Stefania Biegun | 3x5 km estafette (v) | 5e        | 59.04,7 (+1.34,7) (19.33,8 / 19.59,1 / 19.31,8) |

### Noordse combinatie
| Olympiër               | Discipline | Resultaat | Prestatie                                     |
| ---------------------- | ---------- | --------- | --------------------------------------------- |
| Józef Gąsienica        | mannen     | 6e        | 428,78 punten schans: 217,7 p 15 km: 211,08 p |
| Józef Gąsienica Daniel | mannen     | 15e       | 407,76 punten schans: 203,8 p 15 km: 203,96 p |
| Erwin Fiedor           | mannen     | 18e       | 395,93 punten schans: 214,3 p 15 km: 181,63 p |
| Jan Kawulok            | mannen     | 20e       | 387,91 punten schans: 200,4 p 15 km: 187,51 p |

### Rodelen
| Olympiër                       | Discipline | Resultaat | Prestatie                               |
| ------------------------------ | ---------- | --------- | --------------------------------------- |
| Zbigniew Gawior                | mannen     | 4e        | 2.53,51 (+1,03) (57,55 / 58,35 / 57,61) |
| Jerzy Wojnar                   | mannen     | 8e        | 2.54,62 (+2,14) (58,16 / 58,38 / 58,08) |
| Lucjan Kudzia                  | mannen     | 13e       | 2.55,91 (+3,43)                         |
| Tadeusz Radwan                 | mannen     | 22e       | 2.57,23 (+4,75)                         |
| Helena Macher                  | vrouwen    | 4e        | 2.30,05 (+1,39) (49,55 / 50,02 / 50,48) |
| Jadwiga Damse                  | vrouwen    | 5e        | 2.30,15 (+1,49) (49,64 / 50,43 / 50,08) |
| Anna Mąka                      | vrouwen    | 7e        | 2.30,40 (+1,74) (49,69 / 50,05 / 50,66) |
| Zbigniew Gawior Ryszard Gawior | dubbel     | 6e        | 1.37,85 (+2,00) (49,01 / 48,84)         |
| Lucjan Kudzia Stanisław Paczka | dubbel     | 9e        | 1.38,17 (+2,32)                         |

### Schansspringen
| Olympiër       | Discipline         | Resultaat | Prestatie                 |
| -------------- | ------------------ | --------- | ------------------------- |
| Erwin Fiedor   | normale schans (m) | 30e       | 191,8 punten (74,5+67,5m) |
| Erwin Fiedor   | grote schans (m)   | 30e       | 179,7 punten (92,0+84,0m) |
| Józef Kocjan   | normale schans (m) | 35e       | 189,0 punten (72,5+69,0m) |
| Józef Kocjan   | grote schans (m)   | 45e       | 159,0 punten (80,0+88,0m) |
| Józef Przybyla | normale schans (m) | 27e       | 193,7 punten (72,5+71,0m) |
| Józef Przybyla | grote schans (m)   | 14e       | 199,2 punten (98,0+90,5m) |
| Ryszard Witke  | normale schans (m) | 32e       | 190,3 punten (73,5+68,5m) |
| Ryszard Witke  | grote schans (m)   | 31e       | 179,4 punten (88,5+88,0m) |

Argentinië · Australië · Bondsrepubliek Duitsland · Bulgarije · Canada · Chili · Denemarken · Duitse Democratische Republiek · Finland · Frankrijk · Griekenland · Groot-Brittannië · Hongarije · IJsland · India · Iran · Italië · Japan · Joegoslavië · Libanon · Liechtenstein · Marokko · Mongolië · Nederland · Nieuw-Zeeland · Noorwegen · Oostenrijk · Polen · Roemenië · Sovjet-Unie · Spanje · Tsjecho-Slowakije · Turkije · Verenigde Staten · Zuid-Korea · Zweden · Zwitserland